# جوليا سكريبنيك
جوليا سكريبنيك مواليد 10 أغسطس 1985 في تالين، هي لاعبة كرة مضرب إستونية. أعلى تصنيف لها في الفردي كان 866. أعلى تصنيف لها في الزوجي كان 949.

## النهائيات

### الزوجي (0–1)
| الحصيلة | الرقم | التاريخ       | الدورة         | الأرضية | الشريك     | المنافس                            | النتيجة  |
| ------- | ----- | ------------- | -------------- | ------- | ---------- | ---------------------------------- | -------- |
| الوصافة | 1.    | 21 يوليو 2014 | تالين، إستونيا | ترابية  | إيفا بالما | الكسندرا أرتامونوفا كورنيليا ليستر | 3–6, 2–6 |

## روابط خارجية
- جوليا سكريبنيك على موقع رابطة محترفات التنس (الإنجليزية)
- جوليا سكريبنيك على موقع الاتحاد الدولي لكرة المضرب (الإنجليزية)
- جوليا سكريبنيك على موقع كأس بيلي جين كينغ (الإنجليزية)